# مدونا دی لیونتزا
مدونا دی لیونتزا (به ایتالیایی: Meduna di Livenza) یک کومونه در ایتالیا است که در استان ترویزو واقع شده‌است.

## خصوصیات
مدونا دی لیونتزا ۱۵٫۱ کیلومترمربع مساحت و ۲٬۶۹۶ نفر جمعیت دارد و ۸ متر بالاتر از سطح دریا واقع شده‌است.